# (36919) 2000 SC207
2000 SC207 (asteroide 36919) é um asteroide da cintura principal. Possui uma excentricidade de 0.12276330 e uma inclinação de 1.86846º.
Este asteroide foi descoberto no dia 24 de setembro de 2000 por LINEAR em Socorro.